# Heracleum forrestii
Heracleum forrestii är en flockblommig växtart som beskrevs av H.Wolff. Heracleum forrestii ingår i släktet lokor, och familjen flockblommiga växter. Inga underarter finns listade i Catalogue of Life.